# Albert Depréaux
Pour les articles homonymes, voir Brent.
Marie Louise Brent dite Albert Depréaux, née à Columbus (Ohio) le 16 juin 1878 et morte à Neuilly-sur-Seine le 2 juin 1963, est une sculptrice française d'origine américaine.

## Biographie
Élève de Jean-Antoine Injalbert, signant du nom de son mari, l'historien Albert Depréaux, elle expose dès 1914 au Salon des artistes français et, en 1928 présente au Salon des indépendants les terres cuites Tête de jeune fille, Vierge avec enfant et Femme nue. L'année suivante, elle y montre Femme nue assise et Femme nue debout. 